# الطريق الطويل (فلم)
الطريق الطويل (بالإنجليزية: The longest way) هو فيلم صدر في عام 2009 قام كريستوف ريهاج بإصداره، حيث قام بالتقاط صورة له في كل يوم يقطعه من رحلته، ويُبين ريهاج من خلال الفيلم الأماكن التي مر بها، والأحداث التي تعاقبت معه.
بدأت رحلة ريهاج في التاسع من نوفمبر لعام 2007، وانتهت في الثالث عشر من نوفمبر لعام 2008، أي أن الرحلة استغرقت عاماََ كاملاََ تقريباََ ليقطع مسافة 4646 كيلومتراََ من شرق الصين إلى غربها.

## كريستوف ريهاج
كريستوف ريهاج أو ريهدج (بالإنجليزية: christoph rehage) مُغامر ألماني الجنسية قرر الترحال من شرق الصين إلى غربها مشياََ على الأقدام في عام 2007. بدأت رحلة ريهاج من مدينة بكين (Beijing) إلى مدينة أورومتشي ( Ürümqi) الصينية، و بمسافة 4646 كيلومتراََ مشياََ على الأقدام.